# Anacornia
Anacornia é um gênero de aranhas da família Linyphiidae descrito em 1933.